# Un garibaldino al convento
Un garibaldino al convento è un film del 1942 diretto da Vittorio De Sica.
È considerata l'opera con cui De Sica, alla sua quarta regia, conclude la serie delle commedie leggere in gran parte ambientate in collegi e istituzioni per giovinette e dei feuilleton sentimentali in costume (genere in cui tale film rientra), per entrare, sin dall'opera successiva, in un ambito drammatico d'ambientazione contemporanea e popolare che sfocerà nelle opere neorealistiche del dopoguerra.

## Trama

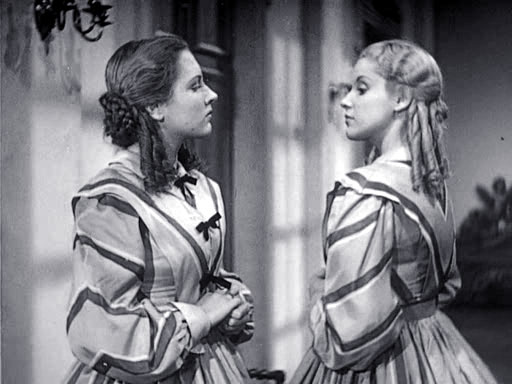
Carla Del Poggio e Maria Mercader, le due giovani interpreti del film

Primi anni del '900: una nonna conduce le nipoti in visita ad una sua amica, ma questa è in ritardo. Nell'attesa, per soddisfare la curiosità delle ragazze che hanno ammirato la bellezza di quella signora in un suo ritratto giovanile e vogliono sapere chi sia, racconta loro una storia di tanti anni prima. Nel 1860, al tempo della spedizione dei Mille, lei, Caterinetta, e la sua coetanea Mariella erano entrambe allieve del convento di Santa Rossana. Figlie di famiglie in contrasto tra loro, si detestavano e non c'era giorno senza un litigio o un dispetto. Improvvisamente la placida vita del monastero è sconvolta quando vi irrompe un giovane ufficiale garibaldino ferito, il conte Franco Amidei. Il guardiano del convento, Tiepolo, che parteggia per Garibaldi, lo nasconde,  e Mariella, che con lui è segretamente fidanzata, lo cura amorevolmente. Poco dopo, però, l'intruso viene scoperto e i soldati borbonici accorrono per catturarlo. Tiepolo, il conte e Mariella improvvisano una disperata  resistenza barricandosi nella casupola del guardiano.
Di fronte al pericolo e all'amore, Caterinetta si scopre amica di Mariella. Riesce a fuggire a cavallo per raggiungere il poco lontano campo garibaldino dove incontra Nino Bixio a cui chiede di intervenire per salvare il soldato. Le camicie rosse accorrono al convento, sbaragliano i borbonici e liberano il loro compagno. Ma, rientrato nelle file garibaldine, egli morirà poi in battaglia. Mentre Caterinetta conclude il suo racconto, arriva l'amica: è proprio Mariella, anche lei ormai anziana, che, in ricordo di quel suo grande e lontano amore, non si è mai sposata. Caterinetta, adesso nonna, e Mariella si abbracciano con grande affetto. Le nipoti, commosse, guardano con ammirazione quell'anziana signora rimasta fedele alla memoria del suo innamorato.

## Produzione

### Soggetto e sceneggiatura
Fu il giornalista e scrittore Renato Angiolillo, futuro fondatore e direttore de Il Tempo (e, come tale, poi acerrimo critico di De Sica nel periodo neorealista) a proporre un suo soggetto a De Sica su cui realizzare un film. De Sica ne fu interessato anche perché la vicenda narrata presentava, per l'ambientazione in istituti femminili, elementi di continuità con i due fortunati film da lui diretti in precedenza e avviò il lavoro ancor prima che Teresa Venerdì, che aveva appena terminato di girare,  arrivasse nelle sale.
Affida quindi al consolidato gruppo di suoi collaboratori (di cui ancora non fa parte in modo stabile Cesare Zavattini) la stesura delle sceneggiatura, a cui collabora, oltre ad Angiolillo, anche il critico cinematografico della Illustrazione italiana, Adolfo Franci. Nella scrittura del trattamento viene utilizzato il meccanismo narrativo del flash back, a cui nel cinema italiano del tempo si faceva ricorso solo in rare occasioni (l'anno precedente ne La peccatrice di Palermi.).

### Cast

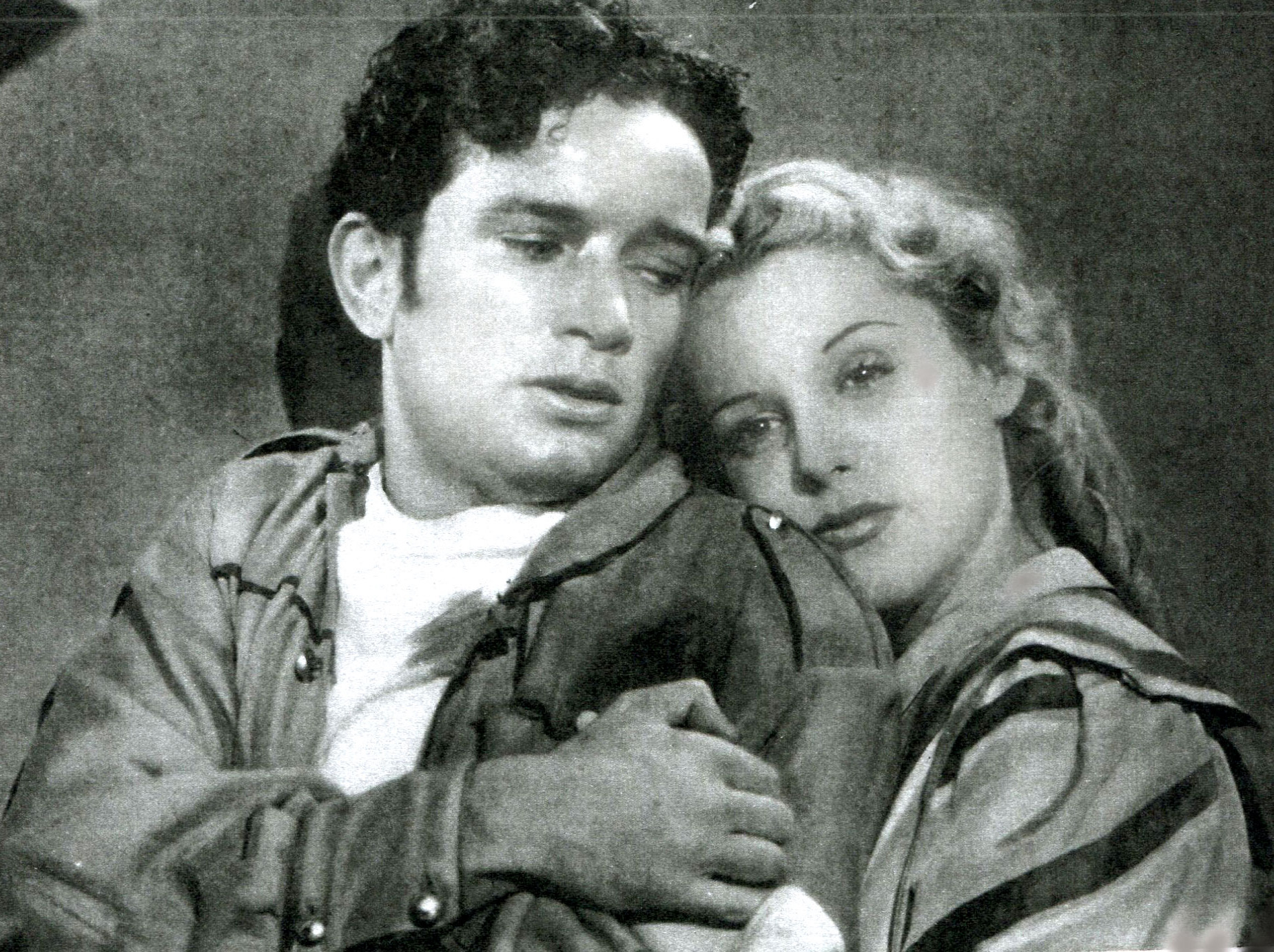
Leonardo Cortese e Maria Mercader in una foto di scena

Per questo film De Sica richiama sul set Carla Del Poggio, che lui stesso aveva scoperto e fatto debuttare con successo nel 1940 in Maddalena... zero in condotta. La giovanissima attrice (che compì sedici anni proprio durante la lavorazione del film e che, brava cavallerizza, si divertì nelle scene a cavallo senza bisogno di controfigura) riscosse per la sua interpretazione il consenso della critica, che metterà in evidenza la sua maturazione rispetto ai ruoli precedenti.

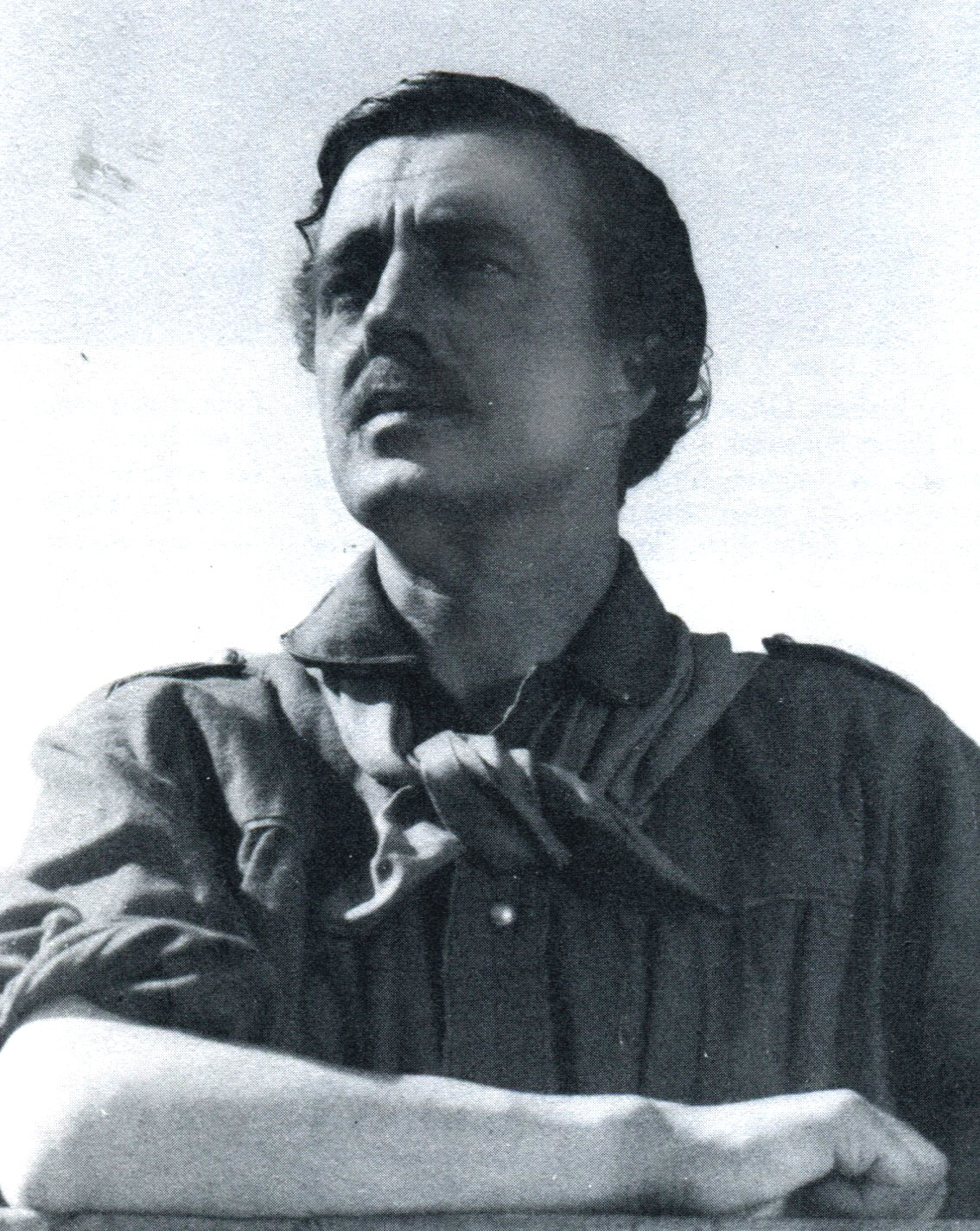
De Sica è Nino Bixio in una breve apparizione nel film da lui diretto

Accanto a lei c'è Maria Mercader, (ma per il ruolo di Mariella era stata inizialmente prevista Elsa De Giorgi), che però, impegnata in numerose altre produzioni e non gradendo le pellicole di ambientazione collegiale,  rifiutò inizialmente la parte. Convinta dalle insistenze della produzione, la giovane attrice spagnola può qui per la prima volta esprimersi in italiano senza essere doppiata. Sul set si svilupperà la relazione sentimentale tra lei e De Sica, che poi diventerà suo marito.
Il regista, non ritenendo che ci fosse nella sceneggiatura un ruolo adatto a lui, si riservò soltanto la piccola (pochi minuti) parte di Bixio, senza che questa partecipazione comparisse nei titoli di testa, per suscitare la sorpresa degli spettatori. È l'inizio di una trasformazione che già era stata segnalata durante la lavorazione di questo film:
(Mino Caudana in Film, n. 44 del 1 novembre 1941)

### Riprese
Un garibaldino al convento fu il risultato di una coproduzione operata da due società delle quali una - la "Incine", fondata nel 1940 e in attività sino al 1952 - realizza nello stesso anno altre tre, meno importanti, pellicole. La "Cristallo", la seconda società produttrice, era invece dello stesso Angiolillo ed esaurirà in questo unico film la sua attività.
Le riprese iniziarono nel novembre del 1941 e si protrassero sino alla fine di quell'anno, quando nel dicembre, furono girati gli esterni nei dintorni di Frascati e altre scene negli ambienti eleganti della Villa Celimontana. Il film fui poi completato negli stabilimenti romani della SAFA e distribuito nelle sale a partire dalla prima metà di marzo del 1942.
Dato il periodo bellico, si dovettero superare alcune difficoltà, tra cui una relativa alla indisponibilità di tessuti variopinti necessari per i costumi d'epoca e per questo fu necessario dipingere a mano le vesti delle collegiali. Secondo Maria Mercader. era previsto che li film avesse anche una versione spagnola, e alcune scene furono girate nelle due versioni, ma poi il progetto non arrivò a compimento.

## Distribuzione
La pellicola venne distribuita nelle sale cinematografiche italiane il 10 marzo del 1942.

## Accoglienza

### Incassi
In base ai dati disponibili il Garibaldino di De Sica risultò uno dei film di maggior successo di pubblico tra quelli presentati in Italia nel 1942. Avrebbe infatti incassato oltre 9.270.000 lire dell'epoca, risultato che lo situa tra le prime 4 pellicole per incasso (su circa 70 di cui si conoscono i dati) in un anno in cui il record fu raggiunto da Bengasi di Genina (oltre 16 milioni), seguito dalla blasettiana Cena delle beffe (circa 13 milioni).

### Critica

#### Critica contemporanea

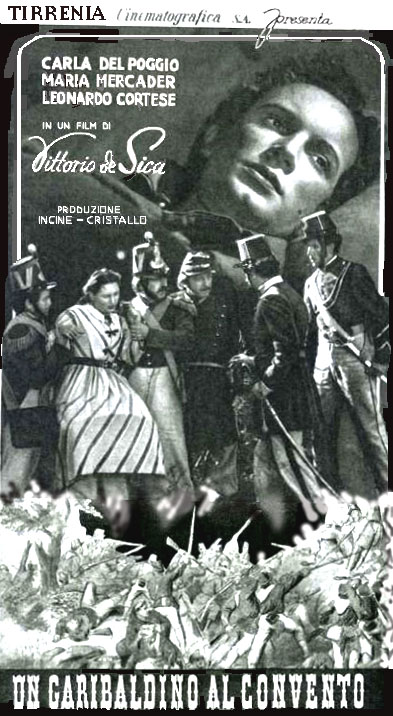
La promozione del film apparsa su un periodico del tempo

La quarta regia di de Sica ebbe accoglienze favorevoli da parte dei commentatori. Anche Cinema, che rappresentava al tempo la critica più impegnata, ebbe parole di elogio, scritte dal futuro regista Giuseppe de Santis, per un film che solo in apparenza proponeva toni spensierati:
()
Parere condiviso anche da altri:
(Guido Piovene), articolo sul Corriere della sera del 14 aprile 1942)
(Diego Calcagno in "Sette giorni a Roma", Film, n. 14 del 4 aprile 1942)
(Massimo Mida in Si gira, n. 5, 1 febbraio 1942)
Curiosamente un giudizio meno convinto venne da Adolfo Franci, che pure aveva collaborato alla sceneggiatura:
(Adolfo Franci, L'Illustrazione italiana, n. 12 del 22 marzo 1942)
A chi invece questo film, così come i precedenti di De Sica, non piacque per niente fu Giuseppe Marotta che accusò il regista di insistere sulle figure di «giovinette tristi e gaie» per accattivarsi la simpatia del pubblico, sfidandolo a dirigere invece un film di adulti (quasi un presagio del successivo I bambini ci guardano).

#### Critica successiva
Nei giudizi retrospettivi, Un garibaldino al convento viene comunemente individuato come l'ultima regia delle serie di brillanti commedie di ambiente collegiale del primo De Sica; comunque, a partire dal suo film successivo, I bambini ci guardano, «la commedia cede il passo al dramma», per approdare poi ai capolavori del dopoguerra.  «Si conclude così - ha scritto Delia Morea - con l'ombra incombente della guerra, il viaggio di de Sica attore teatrale e regista di film "rosa", per arrivare al De Sica regista e fautore del neorealismo».

## Riconoscimenti
Nonostante le difficoltà di approvvigionamento dei tessuti riscontrate durante la produzione del film, in occasione della Mostra di Venezia del 1942, l'ultima prima che l'Italia venisse travolta dalla guerra, a Veniero Colasanti  fu attribuito il "Premio nazionale della cinematografia italiana" (un riconoscimento che veniva assegnato dal Ministero della Cultura Popolare per i vari settori del cinema) per i migliori costumi tra i film di produzione italiana della stagione 1941-42.